# Danna (isola)
Danna (in lingua gaelica scozzese: Danna) è un'isola tidale abitata di Argyll e Bute, in Scozia. È collegata alla terraferma tramite una strada rialzata in pietra e si trova al margine meridionale della penisola di Tayvallich, che separa Loch Sween dal Sound of Jura. Fa parte del Sito di Interesse Scientifico Speciale di Ulva, Danna e delle isole McCormaig. Danna fa parte dell'Area Scenica Nazionale di Knapdale, una delle 40 della Scozia.